# Ralph Intranuovo
Raffaele Intranuovo (East York, 12 novembre 1973) è un ex hockeista su ghiaccio canadese naturalizzato italiano, di ruolo attaccante.

## Carriera
Intranuovo iniziò la sua carriera nel 1990 con i Sault Ste. Marie Greyhounds (OHL). Dopo alcune parentesi in NHL con gli Edmonton Oilers e i Toronto Maple Leafs, nel 1999 approdò in Europa nella Deutsche Eishockey-Liga (DEL), massima lega tedesca.

Dopo aver giocato anche nella EBEL con l'HDD Olimpija Lubiana ed il KAC, arrivò in Italia nella stagione 2009-10 vestendo la maglia dell'Asiago Hockey. Dopo aver pesantemente contribuito, proprio in quella stagione, alla conquista del tricolore da parte degli stellati (14 punti nei playoff) non si ripeté l'anno successivo in fase realizzativa salvo durante la decisiva gara-6 di finale scudetto, mettendo a segno proprio il gol della sudden death che regalò all'Asiago il secondo titolo consecutivo: Intranuovo dichiarò, a proposito di tale rete 
Nella stagione successiva non venne riconfermato titolare, e passò così, nel mese di agosto, all'EV Bozen, in serie A2, che dell'Asiago Hockey era il farm team. Già nel successivo mese di novembre, tuttavia, Intranuovo fu richiamato dall'Asiago, in crisi di risultati e vi rimase sino al termine della stagione.
Per la stagione 2012-2013, nonostante avesse manifestato la volontà di chiudere la carriera dopo le due stagioni ad Asiago, alla soglia dei 40 anni firmò con l'HC Valpellice dove conquistò una Coppa Italia.
Dopo un anno di inattività per la stagione 2014-2015 firmò con i Norwood Vipers, squadra con cui giocò un solo incontro. Al termine della stagione abbandonò definitivamente l'hockey giocato.

## Palmarès

### Club
- Memorial Cup: 1

Sault Ste. Marie: 1993
- Campionato austriaco: 1

Linz: 2002-2003
- Campionato italiano: 2

Asiago: 2009-2010, 2010-2011
- Coppa Italia: 1

Valpellice: 2012-2013

### Individuale
- Memorial Cup Most Valuable Player: 1

1993
- AHL Second All-Star Team: 2

1994-1995, 1996-1997
- AHL All-Star Classic: 3

1995, 1996, 1997